# Heringsstipp

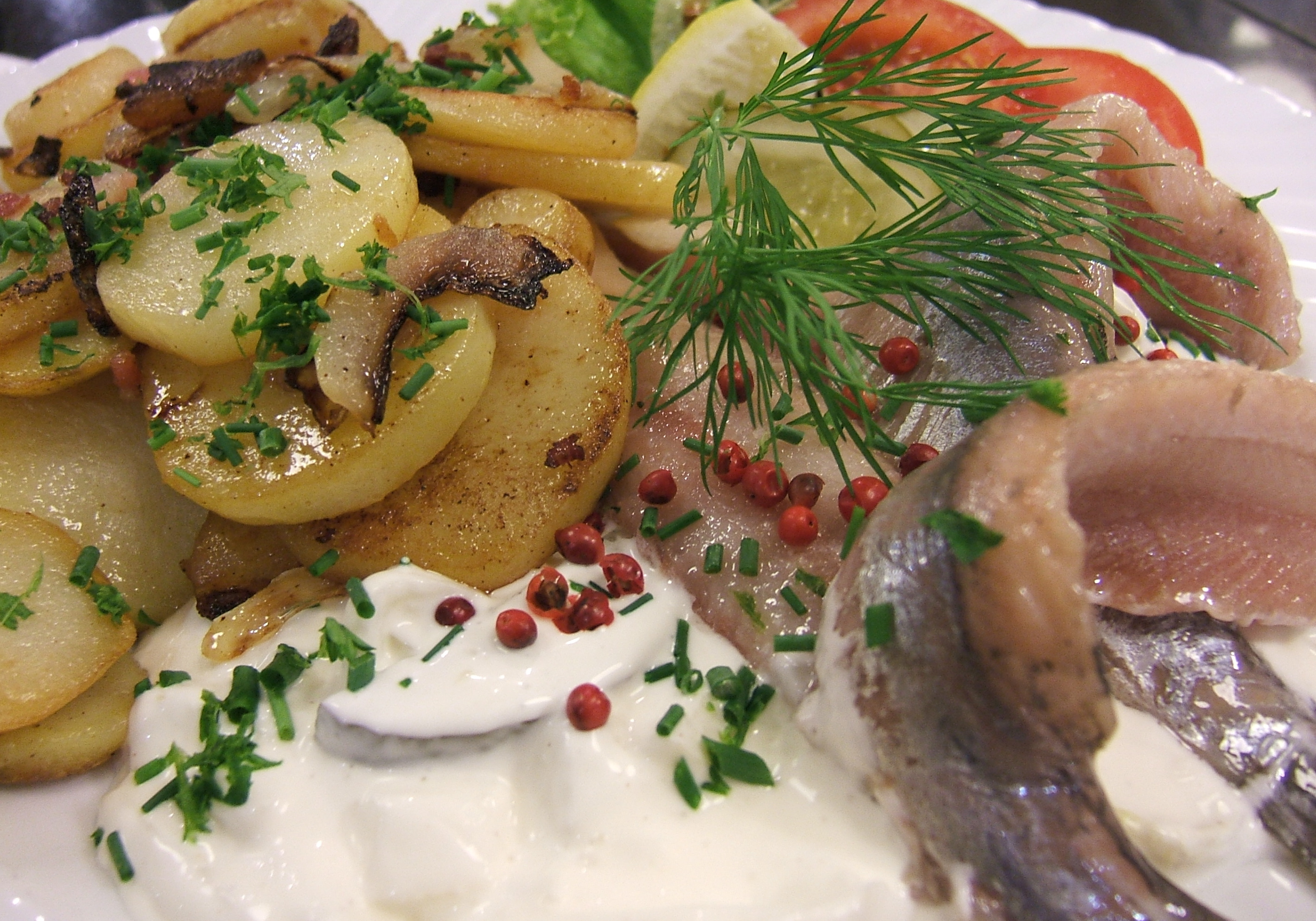
Angerichteter Sahnehering mit Zwiebeln und Bratkartoffeln

Heringsstipp (auch Sahnehering) ist ein traditionelles Fischgericht aus Matjes oder Salzheringen, Gewürzgurken, Äpfeln, Kräutern und Gewürzen mit einer Sauce aus Mayonnaise, Sahne oder Milch. Als typische Beilage reicht man Pellkartoffeln. Häufig ist aber Heringsstipp auch die Beilage zur Backkartoffel, wie sie auf deutschen Festen und Märkten serviert wird.
Früher galt der Heringsstipp als „Arme-Leute-Essen“. Insbesondere in katholisch geprägten Gebieten wie dem Rheinland gilt das Gericht als typisches Fastenessen, das meistens an strengen Fast- und Abstinenztagen wie Aschermittwoch oder Karfreitag serviert wird. Ähnliche Rezepte kennt man auch in anderen Regionen Deutschlands, vor allem aber in Norddeutschland, wo man ähnliche Zubereitungen Heringssalat oder Heringshäckerle nennt.
Der Brockhaus definiert Heringsstipp als „Fischmarinade aus mindestens 50 % gesäuertem oder gesalzenem, filetiertem, zerteiltem Heringsfleisch mit Zwiebeln, Gurken, Gewürzen (auch Sellerie) und Mayonnaise, die fein zerriebene Heringsmilch enthalten kann“.